# 阿尔弗雷多·佩扎纳
阿尔弗雷多·佩扎纳（義大利語：Alfredo Pezzana，1893年3月31日—1986年5月7日），生于都灵，意大利前男子击剑运动员。他曾获得1936年夏季奥运会男子重剑团体金牌。他在1947年至1964年间在意大利击剑联合会任职。